# Хантер, Джордж (боксёр)
Джордж Хантер (англ. George Hunter; 22 июля 1927, Гаутенг — 14 декабря 2004) — южноафриканский боксёр полутяжёлой весовой категории, выступал за сборную Южно-Африканского Союза в 1940-е годы. Чемпион летних Олимпийских игр в Лондоне, многократный победитель национального первенства. В период 1948—1954 боксировал на профессиональном уровне, но без особого успеха.

## Биография
Джордж Хантер родился 22 июля 1927 года в провинции Гаутенг. Пик его карьеры в любительском боксе пришёлся на 1948 год, когда он закрепился в составе национальной сборной и благодаря череде удачных выступлений удостоился права защищать честь страны на летних Олимпийских играх в Лондоне, где одержал победу над всеми своими соперниками и завоевал тем самым золотую медаль. Кроме того, по итогам соревнований получил Кубок Вэла Баркера, который вручается самому техничному боксёру олимпийского турнира.
Вскоре после этих матчей Хантер решил попробовать себя в профессиональном боксе, однако здесь его карьера складывалась не так хорошо, он потерпел поражение уже во втором своём бою и потом проиграл ещё нескольким не самым сильным оппонентам. Всего в течение шести лет он провёл на профессиональном ринге 19 боёв, из них в 13 был победителем, в том числе четыре раза заканчивал встречи нокаутами. Несмотря на регулярные поражения, Джордж Хантер несколько раз выигрывал пояс чемпиона Южной Африки, тем не менее, ни разу не смог защитить этот титул. После окончания спортивной карьеры работал изготовителем котлов на заводе, затем основал свою собственную компанию, занимающуюся производством стальных изделий. Умер 14 декабря 2004 года от осложнений после операции на предстательной железе.